# Kō Takamoro
Kō Takamoro (高師 康?, Takamoro Kō; Prefettura di Saitama, 9 novembre 1907 – 26 marzo 1995) è stato un calciatore giapponese, di ruolo difensore.